# Aïda Yazbeck
A Irmã Aïda Yazbeck é uma freira católica que é directora do Centro Cultural Al-Mouna em N'Djaména, no Chade. O seu trabalho concentra-se na educação de grupos internacionais e nacionais e ONGs sobre os conflitos entre os diferentes grupos no Chade. Ao instruir pessoas na resolução de conflitos, a sua organização busca promover o respeito entre grupos culturalmente diferentes e promover a paz em todos os aspectos da vida.

## Activismo
A irmã Yazbeck e a sua fundação trabalharam com grupos fora do Chade para promover a resolução de conflitos. Entre eles estão a Embaixada da Suíça no Chade e a Fundação Genebra Córdoba, que ajudou a treinar a equipa do Centro Cultural para entender os tipos de conflito e o modo como resolvê-los pacificamente.
Em abril de 2020, a irmã Yazbeck redirecionou os seus esforços para ajudar a combater a pandemia COVID-19. Juntamente com voluntários do Centro Cultural, Yazbeck ajudou a distribuir desinfetante para as mãos, bebidas e máscaras para aqueles que precisavam na capital. Além disso, ela ajudou a organizar uma campanha virtual de consciencialização sobre as maneiras de mitigar o impacto da pandemia.